# 彼得·泰勒 (赛艇运动员)
彼得·泰勒（英語：Peter Taylor，1984年1月3日—），新西兰男子赛艇运动员。他曾代表新西兰参加2008年、2012年和2016年夏季奥林匹克运动会赛艇比赛，其中2012年奥运会获得一枚铜牌。